# Poul Wiboe
Poul Erik Wiboe (født 21. december 1907 på Frederiksberg, død 7. juli 1984)  var en dansk arkitekt.
Han blev uddannet i 1934 fra Kunstakademiets Arkitektskole og etablerede derefter sin egen arkitektvirksomhed, men blev allerede i 1939 ansat i Frederiksberg Kommune, først som ansat i den tekniske forvaltning, fra 1941 som stedfortrædende leder af byplanafdelingen og fra 1951 byplanchef.
Fra 1945 fungerede han som teknisk sagkyndig i byggesager og fra 1951 som lægdommer i boligretten.
I 1935 modtog han Kunstakademiets store guldmedalje for en bebyggelsesplan for et område vest for Dyrehaven.

## Værker
- Kløvergaarden, Frederikssundsvej 166/Holcks Plads 1-3, Brønshøj
- Kandestøberhus I, Frederikssundsvej 20-24, København NV
- Kandestøberhus II, Frederikssundsvej 18A-18B, København NV
- Nybyggeri til Mælkeriet Enigheden, Lygten, København NV (1935-1938, sammen med M.J. Kelde)
- Villa, Strandvænget 17, København Ø (1936)
- Villa, Havdrupvej 104, Vanløse (1937)
- Villa, Glamsbjergvej, Kastrup (1937)
- Garager, hjørnet af Godthåbsvej og Frederiksgårds Allé, Vanløse (1936)
- Garager, Vesterbrogade 110 (1945)
- Fabriksbygning, Dronning Olgas Vej 37, Frederiksberg (1947)

### Projekter
- Forslag til bebyggelse af Sofiemindes jorder i Vejle (præmieret 1937, sammen med Preben Hansen)